# Сандугач (Балтачевський район)
Сандуга́ч (рос. Сандугач, башк. Һандуғас) — присілок у складі Балтачевського району Башкортостану, Росія. Входить до складу Штандинської сільської ради.
Населення — 1 особа (2010; 6 у 2002).
Національний склад:
- башкири — 100 %